# Попелюшка (фільм, 1947)
«Попелюшка» (рос. Золушка) — радянський чорно-білий художній фільм-казка, поставлений на кіностудії «Ленфільм» у 1947 році режисерами Надією Кошеверовою та Михайлом Шапіро за сценарієм Євгена Шварца. В основу кіноказки було покладено однойменний твір Шарля Перро; при цьому, як зазначали кінокритики, стара історія про працьовиту дівчину, яка втратила на балу туфельку, набула в картині сучасного звучання. Ще на етапі затвердження сценарію ставилося питання про те, що фільм зніматиметься на кольоровій плівці, проте через матеріальні та технічні проблеми кіностудії творці стрічки були змушені відмовитися від кольорового проекту.
У фільмі взяли участь Яніна Жеймо (Попелюшка), Олексій Консовський (Принц), Ераст Гарін (Король), Фаїна Раневська (Мачуха), Василь Меркур'єв (Лісничий). Натурні зйомки проводилися неподалік Риги, інтер'єрні — у павільйонах «Ленфільма». Ескізи до декорацій та костюмів персонажів створив театральний художник та режисер Микола Акімов; переробку його ілюстрацій стосовно вимог кінематографа здійснив Ісаак Махліс. Костюми для героїв були пошиті у майстернях «Ленфільму»; частина реквізиту та вбрання для персонажів надали для зйомок костюмерні цехи ленінградських театрів. У картині використовувалися комбіновані зйомки, виконані методом адитивного транспаранту (винахідник технології оператор Борис Горбачов. Пісні Попелюшки та Принца (композитор Антоніо Спадавеккіа, текст Євгена Шварца), що звучать у фільмі, були записані Любов'ю Черніною та Юрієм Хочинським. Танцювальні номери у сцені королівського балу поставив балетмейстер Олександр Румнєв.
Прем'єра картини відбулася у травні 1947 року в Ленінградському Будинку кіно. Протягом року фільм переглянули понад 18 мільйонів глядачів (четверте місце у радянському прокаті року).. Прем'єра відбулася у Фінляндії (28 листопада 1947), Австрії (23 грудня), Франції (24 березня 1948), Швеції (13 листопада 1949), Японії (24 березня 1951). Кінокритики загалом доброзичливо зустріли вихід «Попелюшки»; водночас частина рецензентів відзначала нестиковки, пов'язані з вирізаними з готової стрічки низки казкових персонажів та деяких сюжетних ліній, закладених у сценарії Шварца. У 2009 році було проведено реставрацію вихідної чорно-білої версії картини. У січні 2010 року глядачам представили колоризовану версію «Попелюшки».

## Сюжет
Основа сюжету — старовинний казковий мотив про працьовиту Попелюшку, злу мачуху і ледачих сестер. Євген Шварц переробив сюжет до рівня комедії, в якій є і просто гумор, і зла сатира. В Казковому Королівстві живуть мачуха, її злі дочки — Анна і Маріанна, безвольний чоловік-Лісничий і його донька від першого шлюбу — Попелюшка. Мачуха експлуатує бідну дівчину, як хатню робітницю. За допомогою своєї хрещеною — феї Попелюшка потрапляє на королівський бал, де в неї закохується прекрасний і дуже добрий Принц. Опівночі чарівництво закінчується, і бідній Попелюшці доводиться повернутися до колишнього життя. Але за кришталевою туфелькою, яку Попелюшка втратила, тікаючи з палацу Принц її відшукує.

## Акторський склад
- Яніна Жеймо — Попелюшка
- Олексій Консовський — Принц
- Ераст Гарін — Король
- Фаїна Раневська — Мачуха
- Олена Юнгер — Анна
- Тамара Сезеневська — Мар'яна
- Василь Меркур'єв — Лісничий, батько Попелюшки
- Варвара М'ясникова — Фея
- Олександр Румнєв — Маркіз Па-де-труа
- Кліменков Ігор Опанасович — хлопчик-паж
- Філіппов Сергій Миколайович — капрал
- Костянтин Адашевський — королівський герольд (в титрах не зазначений)
- Микола Мічурін — чарівник (в титрах не зазначений)
- Михайло Ростовцев — Добрий жук, товстун на балу (в титрах не зазначений)
- Анатолій Королькевич — привратник (в титрах не зазначений)
- Тетяна Пілецька — дама на балу, в танці (в титрах не зазначена)
- Володимир Карпенко — епізод (в титрах не зазначений)
- Олександр Віолінов — старий лакей (в титрах не зазначений)
- Кирило Гун — придворний (в титрах не зазначений)
- Лев Степанов — диригент королівського оркестру (в титрах не зазначений)
- Борис Кудряшов — кучер-щур (в титрах не зазначений)
- Валентин Кисельов — привратник (в титрах не зазначений)
- Ніна Козловська — дама на балу, в танці (в титрах не зазначена)